# パトリシア・ウィリアムズ
パトリシア・ウィリアムズ（1951年8月28日 - ）は、アメリカの法学者で、批判的人種理論、つまりアメリカの法制度の根本的な決定要因として人種を強調する法思想の支持者である。

## 学歴
1972年にウェルズリー大学で学士号を、1975年にハーバード大学ロースクールで法務博士号を取得した。

## 経歴
ロサンゼルス市の弁護士事務所で消費者の代理人として働き、ダートマス大学の批判・理論講座の一員であり、ウィスコンシン大学ロースクールおよびその女性研究科の准教授を務めた。現在、コロンビア大学教授で、1991年から教えている。
ニューヨーク市立大学メドガーエバーズカレッジ法と社会正義諮問委員会委員、ウェルズリー大学評議員会評議員、およびアメリカ法律教員協会理事会理事などを務めた。
「いかれた法律教授の日記」という題名のThe Nation誌のコラムを書いている。

## 受賞
彼女は、2000年6月から2005年6月までマッカーサーフェローシップを受けた。
2013年3月1日には、コロンビア大学ロースクールのジェンダーおよびセクシュアリティ法センターから、シンポジウムで称えられた。
2019年にアメリカ学術協会の会員に選出された。

## 書誌
- 人種と権利の錬金術：法律教授の日記 （1991）（ ISBN 0-674-01470-7
- オンドリの卵 （1995）（ ISBN 0-674-77942-8    ）
- 人種が見えなくなる未来を見る：人種の逆説 （1997）（ ISBN 0-374-52533-1    ）
- オープンハウス：家族、友達、食、ピアノを学び、自分自身の居場所を探す （2004）（ ISBN 0-374-11407-2    ）
- 盲目の女神：人種と正義に関する読書 （2011）（ ISBN 1-595-58699-7    ）
- "史上最高の日"（1998）